# Санжиев, Тогон Санжиевич
Того́н Санжи́евич Санжи́ев (1904 — 26 июня 1942) — советский снайпер, бурят по национальности, участник Великой Отечественной войны, сержант.

## Биография
Родился в 1904 году в устье реки Хара-Шибирь, в местности Кункур, ныне село Цаган-Ола Могойтуйского района Агинского Бурятского округа Забайкальского края. Перед войной работал бригадиром полеводческой бригады в колхозе им. Сталина села Цаган-Ола. Был участником Выставки достижений народного хозяйства в Москве в 1939 году.
Свои стихи ему посвящали Матусовский, Михалков, Лебедев-Кумач. О нем и его лучшем друге Семене Номоконове знали на всех фронтах Великой Отечественной.
С июля 1941 года Тогон Санжиев — пехотинец 529-го стрелкового полка 163-й стрелковой дивизии Северо-Западного фронта. В январе 1942 года в бою у деревни Сухая Ветошь вынес с поля боя 15 раненных бойцов, за что был награждён орденом Красного Знамени.
Чтобы попасть в отряд снайперов, нужно было пройти испытание — с определенного расстояния попасть в консервную банку. Но Санжиев легких путей для себя искать не стал. И с двухсот метров продырявил тремя выстрелами немецкую монетку и надел ее на палец как кольцо. Тогда все поняли — это особенный снайпер.
Хотя для него самого — в этом не было ничего удивительного. Сын охотника — бурята уже в 10 лет он был метким стрелком.
На фронте встретился с земляком Семёном Номоконовым, с которым был знаком до войны, ставшим наставником Санжиева. Ходил с Номоконовым в связке. С ним они были знакомы еще до 41-го, жили в соседних селах. Каково же было счастье для обоих встретиться на фронте. «Аба» что с бурятского «отец» — так обращался Тогон к старшему товарищу. 2 снайпера ходили в связке — на «охоту на зверя», как сами говорили. Поэт Михаил Матусовский в поэме «Друзья», посвящённой землякам-снайперам, написал «Тунгус хитёр был, осторожен, зато горячим был бурят». Текст поэмы в настоящее время утрачен, так как она была опубликована только во фронтовых газетах. В библиографии поэта она не значится.
В течение полугода Санжиев, будучи снайпером, уничтожил 186 солдат и офицеров противника.
Погиб Тогон Санжиев в дуэли снайперов у города Старая Русса Новгородской области. Пуля через оптический прицел попала в голову Санжиеву и, рикошетом, в плечо Номоконова, который вынес напарника с поля боя. Позже, в результате трёхдневной засады, Номоконов отомстил за смерть друга, выследив немецкого снайпера. Похоронен Тогон Санжиев с воинскими почестями, вместе с боевыми наградами, в Старой Руссе.

## Память
- Тогону Санжиеву и Семёну Номоконову посвящена поэма «Друзья» поэта М. Матусовского.Полный текст поэмы в настоящее время утрачен.
- С. Зарубин. «Поэма о Тогоне Санжиеве».
- Именем Тогона Санжиева названа улица в посёлке Агинском.